# Nanum
Nanum (fl. siglo XXII  a.  C.) fue un rey del Imperio acadio. Su gobierno tuvo lugar después de la muerte de Sharkalisharri.
La Lista Real Sumeria, detrás del nombre de Sharkalisharri, registra lo siguiente:
<<¿Quién fue rey? ¿Quién no fue rey?
¿Fue rey Igigi?, ¿Fue rey Imi?, ¿Fue rey Nanum?, ¿Fue rey Ilulu?. Los cuatro ejercieron el poder real, y gobernaron conjuntamente durante 3 años>>.
Los cuatro reyes gobernaron, como una tetrarquía, creándose una gran confusión, sobre cuál de ellos ostentaba el poder legítimo. Su reinado y el de sus rivales terminaron con el ascenso de Dudu.